# ライトコイン
ライトコイン（英語: Litecoin）とは、Peer to Peer型の暗号通貨であり、ビットコインから派生した初期のアルトコインである。ライトコインは、マサチューセッツ工科大学を卒業したCharlie Leeによって作られた。従来のビットコインから派生し、その欠点を解消した暗号通貨であり、総発行枚数は約8400万枚と予定されている。

## 歴史
2011年になると、ビットコインのマイニングは主にGPUによって行われるようになり、一部のユーザーは、マイニングへの参入障壁が高くなり、CPUリソースがマイニングのために使われなくなるのではないかと懸念された。そこで、ビットコインのコードを利用して、新たな代替通貨Tenebrix（TBX）が誕生した。Tenebrixは、ビットコインのマイニングアルゴリズムのSHA-256ラウンドを、2009年にFPGAやASICチップで加速するために高価になるように特別に設計されたscrypt関数に置き換えた。これにより、Tenebrixは「GPU耐性」を持ち、ビットコインマイナーの利用可能なCPUリソースを利用できるようになった。Tenebrix自体は、ビットコインの発行スケジュールを一定のブロック報酬に置き換えた初期の暗号通貨の後継プロジェクトであった。しかし、開発者はコードの中に、770万TBXを無償で自分に請求できる条項を盛り込んだため、ユーザーから批判を受けた。これを解決するために、2011年9月にGoogleの元社員のCharlie Leeは、Fairbrix（FBX）というTenebrixの代替バージョンを作成した。しかし、これはソフトウェアのバグによりローンチできなかったが、ビットコインクライアントからのコードを組み合わせる事でFairbrixを失敗に導いたバグの排除に成功し、新たな暗号通貨としてライトコインが2011年10月にローンチされた。

## トランザクションの速度
ライトコインの計算の複雑さの選択は、1つのブロックが平均して2.5分で生成されるように選択される。これは、ビットコインより4倍速く、結果としてトランザクションの確認もより速く得られる。
ライトコインネットワークでSegWitを起動した後、トランザクションの速度は大幅に向上した。 トランザクションは通常、6ブロック、つまり15分が経過した後に完了したと見なされる。

## ビットコインとの相違点
ライトコインは、ビットコインとは以下のように異なる点がある。
- ライトコイン・ネットワークは、ビットコインの10分ではなく、2.5分ごとにブロックを処理することを目指す事で、ライトコインはビットコインよりもはるかに早く取引を確認することができる[15]。
- Litecoinでは、プルーフ・オブ・ワークのアルゴリズムにscryptを用いている[16]。

決済手段としてのライトコインは、初期の頃、決済パターンの延長線上にビットコインとの相関関係があった。またライトコインとビットコインの決済パターンにはほとんど相関性がなく、時間の経過とともに乖離している。